# Ophiuche perialis
Ophiuche perialis là một loài bướm đêm trong họ Erebidae.